# Соянское сельское поселение
Со́янское сельское поселение или муниципальное образование «Со́янское»' — упразднённое муниципальное образование со статусом сельского поселения в Мезенском муниципальном районе Архангельской области.
Соответствует административно-территориальной единице в Мезенском районе — Соянскому сельсовету
Административный центр — деревня Сояна.

## География
Соянское сельское поселение находится в западной части Мезенского муниципального района. В верхнем течении Сояны находится Соянский заказник.

## История
Муниципальное образование было образовано в 2006 году.

## Население
| 2010 | 2011 | 2012 | 2013 | 2014 | 2015 |
| ---- | ---- | ---- | ---- | ---- | ---- |
| 309  | ↘307 | ↘298 | ↘284 | ↘273 | ↘271 |
| 2016 | 2017 | 2018 | 2019 | 2020 | 2021 |
| ↘259 | ↗260 | ↘247 | ↘229 | ↘222 | ↗272 |

## Состав сельского поселения
В состав сельского поселения входят населённые пункты:
- Кепино
- Сояна